# Ширококолейная железная дорога

Наиболее распространённые колеи

Ширококоле́йная желе́зная доро́га — железная дорога с шириной колеи не менее стандартной 4 ф. 8+1/2 д. (1435 мм). В англоязычном мире широкой называют колею шире стандартной.
Такие железные дороги являются наиболее распространенными во всем мире.

## Вариации

### Европейская колея4ф.8+1/2д. (1435мм)
Условно считается мировым стандартом колеи на железнодорожном транспорте.
Примерно 60 % всех железных дорог мира используют стандартную колею. Именно эта ширина колеи была принята для постройки первой пассажирской железнодорожной линии Ливерпуль — Манчестер инженером Джорджем Стефенсоном. Фактически эта колея была самой узкой из всех многочисленных вариантов широкой колеи и была выбрана для того, чтобы перешивка железных дорог не потребовала вложений для перестраивания мостов, насыпей и выемок. Спустя 20 лет (в 1846 году) эта колея была принята в качестве стандарта английским парламентом и должна была использоваться при постройке новых железных дорог.
Существует предположение о том, что эта ширина колеи связана с шириной колеи древнеримской повозки.

### Русская (1520 мм) и 1524 мм колея
Железные дороги с шириной колеи 1524 мм (5 футов) были впервые построены в Великобритании и США. Ширина колеи в 1524 мм впервые стала использоваться в Российской империи в ходе постройки Николаевской железной дороги. Возможно, это было связано с тем, что на строительстве работали консультанты из Америки, и прежде всего Дж. В. Уистлер (в то время такая колея была популярна в южных штатах США). Возможно также, что использовать эту ширину колеи предложили русские инженеры П. П. Мельников и Н. О. Крафт, посетившие Соединённые Штаты перед началом строительства Николаевской железной дороги. Кроме того, эта ширина колеи была удобна тем, что выражалась круглым числом — 5 футов, что равно 60 дюймам, использовавшимися в Российской империи до массового внедрения метрических единиц измерений. Не исключено, что при выборе ширины колеи важную роль сыграл военный аспект — отличная от европейской ширина колеи затрудняет противнику снабжение войск при вторжении в Россию (именно так было во времена Первой мировой, а затем Великой Отечественной войны, когда немецким войскам пришлось осуществлять перегрузку составов, а позднее менять ширину колеи для своего подвижного состава на всей оккупированной территории). Существует версия, что такая ширина колеи выбрана лично императором Николаем I, при котором и строились первые в России железные дороги.
Впрочем, все три первые железные дороги царской России — Николаевская, Царскосельская и Варшаво-Венская — имели разную ширину колеи, и к моменту строительства Николаевской железной дороги в граничащих с Россией странах единого стандарта колеи ещё не было. Часть железных дорог Царства Польского имели европейскую ширину колеи, что было вызвано необходимостью более тесной связи с железными дорогами Германии и Австро-Венгрии, граничившим с Царством Польским с севера, запада и юга.
Колея с шириной 1520 или 1524 мм — вторая по суммарной длине проложенных путей в мире. Охватывая значительную часть Евразии, сеть железных дорог 1520 мм образует единую непрерывную систему.
Колея с шириной 1520 мм используется на железной дороге также и в Афганистане, на линиях, идущих от Серхетабада (Туркменистан) до Торагунди (провинция Герат) и от Галаба (Узбекистан) до Хайратона (провинция Балх) и Мазари-Шарифа. Однако наряду с колеёй 1520 мм на территории Афганистана также проложена линия шириной 1435 мм из Ирана и две линии шириной 1676 мм из Пакистана, так что на текущий момент нельзя сказать, что в этой стране существует какой-то единый национальный стандарт ширины железнодорожной колеи.

### Индийская колея (1676 мм)
Это самая широкая колея из используемых в мире для магистральных железных дорог общего пользования.
Колея с шириной 1676 мм используется на территории Индии, Пакистана, Шри-Ланки, Бангладеш, Аргентины и Чили, хотя впервые такая колея была применена в Шотландии на двух небольших дорогах Dundee and Arbroath Railway (27 км) и Arbroath and Forfar Railway. В Непале существует короткая грузовая ветка данной колеи Раксаул — Сирсия, а также ведется реконструкция (с узкой колеи) железной дороги Джанакпур — Джайнагар, которая соединит страну с железной дорогой Индии. В настоящее время (конец 90-х годов XX века — начало XXI века) происходит существенное расширение сети стандарта 1676 мм в странах Индийского субконтинента за счет реконструкции и перешивки многих узкоколейных дорог на колею 1676 мм в рамках унификации. В планах - строительство железной дороги из Индии в Бутан.
До 1870-х годов индийская колея применялась на некоторых участках на северо-востоке и юге США (в штатах Мэн, Нью-Гемпшир, Вермонт, Луизиана, Техас), но впоследствии эти участки были переведены на европейскую колею. Дорога с такой колеёй существовала в Канаде — Champlain and St. Lawrence Railroad — первая железная дорога в Канаде. В США существует система городских поездов BART в Сан-Франциско с колеёй 1676 мм.
Индийская колея очень близка иберийской (испанской) колее 1668 мм. Разница в 8 мм невелика и делает подвижной состав иберийской колеи пригодным для эксплуатации на колее 1676 мм без каких-либо переделок. Небольшая доработка колёсных пар может потребоваться лишь для скоростного движения. К примеру, Аргентина и Чили приобретают б/у подвижной состав из Испании и Португалии. Испанские поезда Тальго эксплуатируются в Аргентине и Индии (в тестовом режиме). О пригодности подвижного состава 1676 мм на колее 1668 мм известных примеров нет. На практике это возможно, но без доработки колёсных пар возможен их усиленный износ.

### Прочие вариации
- 1668 мм («Иберийская колея»): Португалия; Испания. Подвижной состав этого стандарта пригоден и для использования на индийской колее 1676 мм.
- 1665 мм: Португалия. Старый стандарт до унификации с Испанией.
- 1600 мм («Ирландская колея»): Австралия (пригородные дороги штата Новый Южный Уэльс); Бразилия; Ирландия; Новая Зеландия; Canterbury Provincial Railways[англ.].
- 1588 мм: США. Используется для трамваев в некоторых городах.
- 1581 мм: США. Используется для трамваев в некоторых городах.
- 1575 мм: Ирландия.
- 1495 мм: Канада. Используется для трамваев и метрополитена в Торонто.
- 1473 мм: США.
- Нереализованный проект Третьего Рейха с шириной колеи ~3 метра (Breitspurbahn).